# Ponts-et-Marais
 Ponts-et-Marais  es una población y comuna francesa, en la región de Normandía, departamento de Sena Marítimo, en el distrito de Dieppe, cantón de Eu.
Está situada al borde del río Bresle en el País de Caux, donde convergen las carreteras D49 y D1015 a unos 34km al noreste de Dieppe.

## Historia
Ponts-et-Marais nació de la fusión de las comunas de Marais-normands y de Ponts antes de 1820 (fecha sin precisar)

## Lugares de interés
- La Iglesia de S. Valery, que data del siglo XII.

## Demografía
| 755 | 791 | 773 | 854 | 793 | 828 |
| Para los censos de 1962 a 1999 la población legal corresponde a la población sin duplicidades (Fuente: INSEE [Consultar]) |     |     |     |     |     |